# Giambattista Vasco

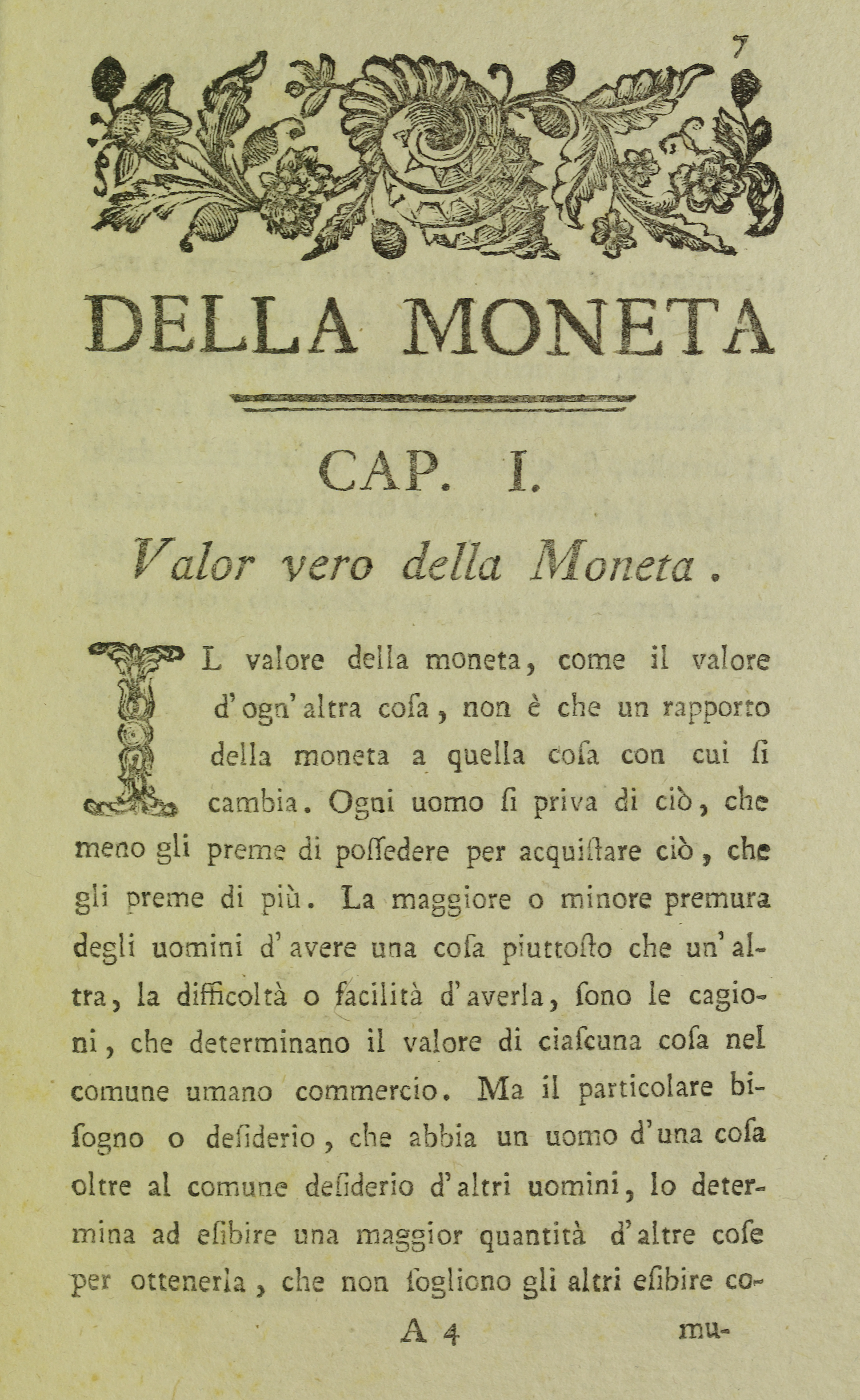
Della moneta, capitolo I

Giovanni Battista Melchior Giacinto Vasco, meglio noto come Giambattista Vasco (Mondovì o Torino, 10 ottobre 1733 – Rocchetta Tanaro, 11 novembre 1796), è stato un economista, teologo e abate italiano.

## Biografia
Nato nel 1733 da una famiglia torinese della nobiltà sabauda, venne indirizzato alla vita religiosa e agli studi teologici, oltre che a quelli giuridici: nel 1750 divenne dottore in legge, mentre nel 1751 prese l'abito domenicano assumendo in religione il nome di Tommaso.
Dal 1760 insegnò per quattro anni presso il convento genovese di San Domenico, quindi dal 1764 fu per due anni professore di teologia scolastica e storia della Chiesa presso l'Università degli Studi di Cagliari.
Fra il 1766 e il 1772 visse in Lombardia, cercando di ottenere, senza successo, una cattedra in economia; in questi anni fu attivo come pubblicista e saggista, frequentando gruppi riformatori e personalità come Cesare Beccaria e Pietro Verri.
Rientrato in Piemonte, nel 1774 smise l'abito domenicano, ma rimase abate nel clero secolare.
Negli anni ottanta divenne socio dell'Accademia delle Scienze di Torino.

## Opere
- I contadini. La felicità pubblica considerata nei coltivatori di terre proprie, Brescia, Giammaria Rizzardi, 1769.
- Della naturale umana bipede positura. Lettera critica, Milano, Giuseppe Galeazzi, 1770.
- Della moneta. Saggio politico, Torino, Stamperia reale, 1788.
- L'usura libera. Risposta al quesito proposto da Giuseppe II imperadore, Milano, Luigi Veladini, 1792.
- Delle universita delle arti e mestieri. Dissertazione, Milano, Luigi Veladini, 1793.